# Ак-Тай
Ак-Тай — река в России, протекает по Кушвинскому району Свердловской области. Устье реки находится в 40 км по правому берегу реки Баранча (Нижнебаранчинское водохранилище у посёлка Баранчинский). Длина реки составляет 19 км. Основные притоки: Светлая и Ольховка (левые).

## Данные водного реестра
По данным государственного водного реестра России относится к Иртышскому бассейновому округу, водохозяйственный участок реки — Тагил от города Нижний Тагил и до устья, речной подбассейн реки — Тобол. Речной бассейн реки — Иртыш.
Код объекта в государственном водном реестре — 14010501512111200005323.